# Киске, Михаэль
Михаэль Киске (нем. Michael Kiske, 24 января 1968, Гамбург, Германия) — рок-исполнитель, более всего известный как вокалист немецкой пауэр-метал команды Helloween, в которой он пребывал с 1986 до 1993 и с 2017 года по настоящее время. После ухода из Helloween Михаэль занялся сольной карьерой и регулярно принимает участие в метал-операх и других подобных проектах. 
В настоящее время основная творческая работа Михаэля Киске сосредоточена в группе Unisonic 
Вместе с Михаэлем Киске, вокалистом Unisonic, соло-гитаристом группы является другой бывший участник и один из основателей Helloween, Кай Хансен.
Михаэль Киске продолжает заниматься и сольным творчеством.
По правилам немецкого языка его имя должно произноситься как Михаэль. Однако сам Киске любит форму произношения Мишель (на французский манер). Например, именно так его представляет Тобиас Заммет на концерте Avantasia на Wacken Open Air в 2014 году.

## Биография
Прежде чем присоединиться к Helloween, Михаэль Киске был участником школьной команды Ill Prophecy («Дурное знамение»), в которой, кроме него, принимали участие Карстен Нагель (Karsten Nagel), Патрик Хампе (Patric Hampe), Ульрих Шульц (Ulrich Schulz) и Райко Эбель (Raico Ebel). В 1986 г. команда сделала демозапись, интересную тем, что из пяти композиций на ней две были позднее записаны Михаэлем в составе Helloween: A Little Time и You Always Walk Alone.
В возрасте 18 лет Киске получил приглашение от уже испытавшей международный успех пауэр-метал команды Helloween, вокалистом в которой был до этого момента Кай Хансен. Хансен испытывал определённые затруднения от совмещения обязанностей ритм-гитариста и вокалиста, и это обстоятельство убедило участников коллектива в необходимости поисков нового вокалиста. Осенью 1986 года о вокалисте группы Ill Prophecy прознал Маркус Гросскопф, который и сделал первое приглашение Михаэлю Киске, которое тот, впрочем, отверг, прослушав первый лонг-плей группы под названием Walls of Jericho (1985). После разговора с одним из лидеров Helloween Михаэлем Вайкатом Киске принял приглашение и присоединился к Helloween. Вместе с Михаэлем Киске группа Helloween с ноября 1986 г. по январь 1987 г. работала над альбомом Keeper Of The Seven Keys Part 1 (1987), который единодушно признают одним из лучших альбомов за всю её историю и с которым обычно связывают зарождение стиля пауэр-метал. Уже на этом альбоме проявились творческие способности Киске. В частности, его авторству принадлежит композиция A Little Time. В 1988 с Михаэлем Киске группа Helloween записала вторую часть дилогии — Keeper Of The Seven Keys Part 2, восторженно принятый во всём мире, затем концертный альбом, под разными названиями вышедший в Европе, США и Японии: соответственно, Live In The U.K., I Want Out Live, Keepers Live (1989) и два экспериментальных альбома — Pink Bubbles Go Ape (1991) и Chameleon (1993). Последние два были довольно прохладно приняты публикой и оказались не столь коммерчески успешными, в особенности Chameleon. По причинам музыкального и личного характера в конце 1993 Михаэль Киске покинул группу. Место вокалиста в январе 1994 занял Анди Дерис из хард-роковой команды Pink Cream 69, который и является нынешним вокалистом Helloween.
По слухам, в том же 1993 Михаэль Киске получил приглашение от легендарной группы Iron Maiden на место занявшегося сольной карьерой Брюса Дикинсона. Сам Киске на эти слухи ответил так:

Это всего лишь слух. Конечно, я сам думал об этом, Maiden всегда были для меня чем-то грандиозным, ещё когда я был подростком, и с тех пор мое отношение к ним не изменилось. Но я не подхожу им музыкально. Конечно, я бы мог петь эти песни, у меня прекрасные длинные волосы, но просто это не мое.
— PerfectGentleman.com
В августе 1996, почти три года спустя после ухода из Helloween, Киске выпустил свой первый соло-альбом Instant Clarity. В работе над этим альбомом активное участие принимали Кай Хансен из Gamma Ray и Эдриан Смит из Iron Maiden. Второй соло-альбом Киске, Readiness to Sacrifice, вышел в Корее и Японии в 1999, а в Европе — в 2001. Сам Киске относит оба этих альбома к поп-музыке, хотя на них представлены композиции в различных жанрах.
В 2001 Киске получил приглашение от лидера группы Edguy Тобиаса Заммета присоединиться к продюсируемому им проекту Avantasia, которое он принял при условии, что будет выступать под псевдонимом Ernie. Действительно, это имя, Ernie, присутствует на оборотной стороне CD первой части метал-оперы Avantasia, тогда как на втором CD приведено настоящее имя. Объясняется это, скорее всего, нежеланием Киске, чтобы его имя каким-либо образом связывали со стилем хэви-метал.
В конце 2001 Киске собрал команду в составе: Михаэль Киске, Сандро Джампетро (Sandro Giampetro), Юрген Шпигель (Juergen Spiegel), Альдо Хармс (Aldo Harms). При подписании контракта группа взяла название Supared и в январе 2003 выпустила одноимённый альбом. Композиции этого альбома имеют современный роковый саунд и песенную структуру, отличающуюся как от соло-альбомов Киске, так и от альбомов Helloween. Альбом не имел коммерческого успеха, и в апреле 2004 Киске распустил группу, снова заявив, что навсегда покидает рок-сцену. Материал этого альбома интересен тем, что определил новый поворот музыкального творчества Михаэля Киске в сторону альтернативного рока.
В 2005 Киске был приглашён Деннисом Вардом (Dennis Ward), лидером Pink Cream 69, бывшей команды Анди Дериса в проект Place Vendome. Кроме Варда и Киске в проекте приняли участие Уве Райтенауэр (Uwe Reitenauer) и Коста Зафириу (Kosta Zafiriou), двое других участников группы Pink Cream 69, а также Гюнтер Верно из Vanden Plas. В этом составе был записан одноимённый альбом Place Vendome, на котором пять композиций из одиннадцати принадлежат авторству Киске.
В том же 2005 Helloween записали альбом Keeper Of The Seven Keys: The Legacy, на котором в композиции Occasion Avenue можно услышать семплированный голос Михаэля Киске. По слухам, Анди Дерис предлагал подключить Киске к процессу записи этого альбома, что было воспринято другими участниками Helloween как предательство.
В 2006 Михаэль Киске записал новый соло-альбом Kiske, продолжающий музыкальные линии своих сольных альбомов, но получивший сдержанные оценки критиков и фанатов.
9 мая 2008 вышел новый соло-альбом Киске под названием Past In Different Way, на котором написанные им для Helloween композиции были обработаны в акустической манере. По мнению некоторых критиков, слабое место этого альбома состоит в переложении старых композиций Helloween в акустическом ключе без каких-либо новых прочтений. Впрочем, голос Киске даже спустя 20 лет почти нисколько не изменился.
В 2008—2010 Киске принял участие в записи трёх новых альбомов группы Avantasia. В 2010 вместе с Амандой Сомервилль записал альбом Kiske/Somerville.
В 2009 году наметился новый поворот в музыкальной карьере Михаэля Киске. В процессе записи двух альбомов Place Vendome он сблизился с Деннисом Вардом и Костой Зафириу, в которых, по его словам, нашёл две родственные музыкальные души. В это трио влился гитарист Менди Майер (Krokus). Так появился на свет проект Unisonic — первый после Supared случай полноценного участия Михаэля Киске в рок-группе с момента ухода из Helloween в конце 1993 года. В марте 2011 года к группе присоединился Кай Хансен. Дебютный альбом группы Unisonic вышел 30 марта 2012 года.
17 апреля 2015 года выходит новый альбом Kiske/Somerville
В 2016 году стало известно, что Михаэль вместе с Каем Хансеном вновь присоединились к Helloween, чтобы принять участие в туре «Pumpkins United».

## Исполнительская манера
В сравнении с манерой Кая Хансена у Киске более глубокий и лирический голос. В отличие от типичных для хэви-метал сцены исполнителей Михаэль Киске может удерживать очень высокие ноты, обладая широким диапазоном в 3,5 октавы. Его манера настолько отличается от Хансеновской, что некоторые фанаты и критики стали безусловными приверженцами её, сравнивая с манерой Джеффа Тейта и даже раннего, в составе Samson, Брюса Дикинсона. Для некоторых фанатов Киске остаётся их любимым вокалистом в составе Helloween, тогда как другие предпочитают более традиционную для хэви-метал манеру Кая Хансена и Анди Дериса. «Эпоха Киске» в Helloween оказала мощнейшее влияние на многих исполнителей, которые пытались копировать и имитировать его вокальную манеру.

## Дискография

### Сольные проекты

#### Michael Kiske
- Instant Clarity (1996)
- Always (EP) (1996)
- The Calling (EP) (1996)
- Readiness to Sacrifice (1999)

#### Kiske
- Kiske (2006)
- Past in Different Ways (2008)

### В составе рок-групп

#### Helloween
- Keeper of the Seven Keys Part 1 (1987)
- Keeper of the Seven Keys Part 2 (1988)
- Live in the UK (1989)
- Pink Bubbles Go Ape (1991)
- Chameleon (1993)
- Helloween (2021)

#### Avantasia
- The Metal Opera (2001)
- The Metal Opera Part II (2002)
- Lost in Space Part II (EP) (2007)
- The Scarecrow (2008)
- The Wicked Symphony (2010)
- Angel of Babylon (2010)
- The Mystery of Time (2013)
- Ghostlights (2016)

#### SupaRed
- SupaRed (2003)

#### Place Vendome
- Place Vendome (2005)
- Streets of Fire (2009)
- Thunder in the Distance (2013)
- Close to the Sun (2017)

#### Kiske/Somerville
- Kiske/Somerville (2010)
- City of Heroes (2015)

#### Unisonic
- Ignition (EP) (2012)
- Unisonic (2012)
- For the Kingdom (EP) (2014)
- Light of Dawn (2014)
- Live in Wacken (Live) (2017)

### В качестве приглашённого гостя
- Gamma Ray — Land of the Free (1995)
- Timo Tolkki — Hymn to Life (2002)
- Masterplan — Masterplan (2003)
- Aina — Days of Rising Doom (2004)
- Thalion — Another Sun (2004)
- Tribuzy — Execution (2005)
- Edguy — Superheroes (EP) (2005)
- Indigo Dying —  Indigo Dying (2007)
- Revolution Renaissance — New Era (2008)
- Trick Or Treat — Tin Soldiers (2009)
- Gamma Ray — To the Metal (2010)
- Tomorrow’s Outlook — 34613 (2012)
- Gamma Ray — Skeletons & Majesties Live (2012)
- Avalon — The Land of New Hope (2013)
- Infinita Symphonia — Infinita Symphonia (2013)
- Starchild — Starchild (2014)

## Прочее
В 1996 Михаэль Киске опубликовал философское сочинение под названием «Искусство и материализм» (Kunst und Materialismus).
С 2004 работает личный сайт Киске, на котором представлены его философские сочинения, написанные на немецком.
Семья Киске:
Не женат, детей нет.
Брат Рудольф Киске (18.02.1973) —- владелец фирмы по производству ламп.
Сестра Анора Кимбриг (12.06.1963), в девичестве Киске.
Отец Фридрих Киске (26.11.1944), известный в Гамбурге банкир, член Совета Гамбурга (Die Verwaltung Hamburgs).
Мать Елена Псажник (30.12.1947)
Рост Михаэля Киске: 180см (5.11)
Вес: 1987 —- 64 кг., 1992 —- 77 кг., 1996 —- 98 кг., 2010 —- 92кг.